# Pšajnovica
Pšajnovica je naselje v Občini Kamnik.

## Zgodovina
Pšajnovica se leta 1351 omenja kot Pišenica. Takrat je vitez Ivan Kamniški prodal grofu Frideriku Celjskemi neko posest v tem kraju. Urbar iz okoli leta 1400 omenja ta kraj kot Pischanewicz, kjer je bil sedež župana Janeza.

## lega
leži v SV delu Posavskega hribovja . stoji na razvodnem grebenu med Tuhinja na severu in črnim grabnom na jugu. v okolici hiš prevladujejo travniki in pašniki. glavni vir prihodka so živinoreja, gozdarstvo, ter delo v Kamniku in Domžalah. pod vasjo stoji cerkev Sv. Lenarta.